# Paulinerkaserne (Wiener Neustadt)
Die Paulinerkaserne wurde ab dem Jahr 1480 als Kloster des „Ordens der Einsiedler des heiligen Paulus“ in Wiener Neustadt in Niederösterreich errichtet und später als Kaserne verwendet.

## Geschichte

### Monarchie
Nach der Aufhebung des Jesuitenordens erhielten die Pauliner am 10. Februar 1776 das Jesuitenkollegium. Die Stadt Wiener Neustadt in Niederösterreich erhielt am 6. Juli 1779 das geräumte Paulinerkloster.
1780 wurde von der Stadt beschlossen, in dem ehemaligen Kloster nach der Zeughauskaserne eine weitere Kaserne zu errichten. Nach der 1782 erfolgten Fertigstellung der Umbauarbeiten wurde hier das Infanterieregiment „Hoch- und Deutschmeister Nummer 4“ stationiert.
1807 wurde in der Paulinerkaserne das „Equitationsinstitut“, eine Militärreitschule eingerichtet. Zu diesem Institut gehörte auch das Offiziershaus in der Stadt. Ober- und Unteroffiziere von Kavallerieregimentern wurden hier in 18 Monate dauernden Kursen zu Reitlehrern ausgebildet. 1823 erfolgte die Auflösung und teilweise Verlegung nach Wien und Salzburg.
Am 2. Dezember 1852 wurde die Paulinerkaserne vom Ärar der Stadt Wiener Neustadt abgekauft. Ebenfalls 1852 wurde hier das Militär-Lehrer-Institut der k.u.k. Armee gegründet. Dieses bestand aus zwei Abteilungen:
- Fechtabteilung:

In der Fechtabteilung wurden Unteroffiziere zu Fechtlehrern ausgebildet, die im Anschluss daran den verschiedenen Regimentern zugeteilt wurden.
1880 wurde aus der Fechtabteilung der „Fecht- und Turnlehrerkurs“ für Offiziere und Unteroffiziere.
- Pädagogische Abteilung:

In der Pädagogischen Abteilung wurden Unteroffiziere ausgebildet, die in den Militär-Lehranstalten als Lehrer verwendet werden sollten.
Der Ersatzkader eines Kavallerieregiments wurde 1892 von Wels nach Wiener Neustadt verlegt. Bis 1900 war er im Bürgerspital einquartiert, danach bis zum Ende des Ersten Weltkriegs in der Paulinerkaserne. Die Mannschaften wurden teilweise auch im Neukloster und der Basteimühle untergebracht.
Teile des von Oberösterreich und Salzburg her ergänzten Dragonerregiments Nummer 4 waren zwischen Juni 1892 und März 1902 in Wiener Neustadt stationiert, zum Teil auch hier in der Paulinerkaserne.

### 1. Republik
Das Ende des Ersten Weltkriegs brachte auch die Auflassung der Paulinerkaserne. Der Friedensvertrag von Saint-Germain gestand der Republik das Eigentumsrecht auf das Areal der ehemaligen Kaserne zu.

### 2. Republik
Nach dem Zweiten Weltkrieg wurde der Westteil der einstigen Kaserne mit Arkaden versehen, in dem Gebäude wurden Amtsräume und Werkstätten der Bundesgebäudeverwaltung untergebracht.